# Partia Humanistyczna (Portugalia)
Partia Humanistyczna (port. Partido Humanista, PH) - niewielka portugalska lewicowa partia polityczna. Nie posiada swej reprezentacji parlamentarnej. PH jest członkiem Międzynarodówki Humanistycznej.